# Santiago García (futbolista argentino)
Santiago García (Rosario, Santa Fe, Argentina; 8 de julio de 1988) es un futbolista argentino. Juega como defensa central y actualmente se encuentra sin equipo.

## Biografía
Debutó en Rosario Central el 19 de octubre de 2008 de la mano de Gustavo Alfaro ante Gimnasia y Esgrima de La Plata por la décima fecha del Torneo Apertura de ese año. Su segunda aparición fue en el Clausura del 2010, donde ganó continuidad y jugó la promoción por la permanencia en Primera División ante All Boys.
En julio de 2010 fue transferido al U. S. Palermo de Italia. Luego de su primera temporada en la Serie A, sin mucha continuidad, llegó a préstamo al recientemente ascendido Novara en el 2011. Su buena campaña en Novara hizo que en el 2012 regresara al Palermo, donde creció como futbolista. Fue fichado en el 2013 por el Werder Bremen un clásico de la Bundesliga alemana. Donde se desarrolló durante 4 temporadas de manera ininterrumpida. 
En junio de 2017 fue contratado por el Deportivo Toluca F. C. de la Liga MX.
Donde mantuvo la titularidad en el cuadro escarlata llegando a dos finales en el Clausura 2018 y la Copa MX 2018, siendo eliminados por el América en semifinales del Apertura 2018 con marcadores de 2-2 en la ida y 3-2 en la vuelta. Empieza el Torneo Clausura 2019 jugando en su posición natural y demostrando buen nivel.

## Estadísticas

### Clubes
| Club                            | Div.          | Temporada     | Liga  | Liga  | Copas nacionales | Copas nacionales | Torneos internacionales | Torneos internacionales | Total | Total | Media goleadora |
| Club                            | Div.          | Temporada     | Part. | Goles | Part.            | Goles            | Part.                   | Goles                   | Part. | Goles | Media goleadora |
| ------------------------------- | ------------- | ------------- | ----- | ----- | ---------------- | ---------------- | ----------------------- | ----------------------- | ----- | ----- | --------------- |
| Rosario Central Argentina       | 1.ª           | 2008-09       | 1     | 0     | —                | —                | —                       | —                       | 1     | 0     | 0               |
| Rosario Central Argentina       | 1.ª           | 2009-10       | 15    | 0     | —                | —                | —                       | —                       | 15    | 0     | 0               |
| Rosario Central Argentina       | Total club    | Total club    | 16    | 0     | 0                | 0                | 0                       | 0                       | 16    | 0     | 0               |
| Palermo · Italia                | 1.ª           | 2010-11       | 3     | 0     | 1                | 0                | 3                       | 0                       | 7     | 0     | 0               |
| Palermo · Italia                | 1.ª           | 2012-13       | 32    | 1     | 2                | 0                | —                       | —                       | 34    | 1     | 0.03            |
| Palermo · Italia                | Total club    | Total club    | 35    | 1     | 3                | 0                | 3                       | 0                       | 41    | 1     | 0.02            |
| Novara · Italia                 | 1.ª           | 2011-12       | 21    | 1     | 2                | 0                | —                       | —                       | 23    | 1     | 0.04            |
| Novara · Italia                 | Total club    | Total club    | 21    | 1     | 2                | 0                | 0                       | 0                       | 23    | 1     | 0.04            |
| Werder Bremen · Alemania        | 1.ª           | 2013-14       | 22    | 3     | —                | —                | —                       | —                       | 22    | 3     | 0.14            |
| Werder Bremen · Alemania        | 1.ª           | 2014-15       | 24    | 0     | 3                | 0                | —                       | —                       | 27    | 0     | 0               |
| Werder Bremen · Alemania        | 1.ª           | 2015-16       | 29    | 0     | 3                | 1                | —                       | —                       | 32    | 1     | 0.03            |
| Werder Bremen · Alemania        | 1.ª           | 2016-17       | 19    | 1     | —                | —                | —                       | —                       | 19    | 1     | 0.05            |
| Werder Bremen · Alemania        | Total club    | Total club    | 94    | 4     | 6                | 1                | 0                       | 0                       | 100   | 5     | 0.05            |
| Deportivo Toluca F. C. · México | 1.ª           | 2017-18       | 35    | 1     | 6                | 0                | —                       | —                       | 42    | 1     | 0.02            |
| Deportivo Toluca F. C. · México | 1.ª           | 2018-19       | 23    | 1     | 2                | 0                | 1                       | 0                       | 26    | 1     | 0.04            |
| Deportivo Toluca F. C. · México | Total club    | Total club    | 58    | 2     | 8                | 0                | 1                       | 0                       | 68    | 2     | 0.03            |
| Unión La Calera · Chile         | 1.ª           | 2020          | 27    | 0     | —                | —                | 5                       | 0                       | 32    | 0     | 0               |
| Unión La Calera · Chile         | 1.ª           | 2021          | 13    | 0     | —                | —                | 4                       | 0                       | 17    | 0     | 0               |
| Unión La Calera · Chile         | 1.ª           | 2022          | 14    | 0     | 0                | 0                | 4                       | 0                       | 18    | 0     | 0               |
| Unión La Calera · Chile         | Total club    | Total club    | 54    | 0     | 0                | 0                | 13                      | 0                       | 67    | 0     | 0               |
| Alianza Lima · Perú             | 1.ª           | 2023          | 13    | 1     | —                | —                | 4                       | 0                       | 17    | 1     | 0.07            |
| Alianza Lima · Perú             | Total club    | Total club    | 13    | 1     | 0                | 0                | 4                       | 0                       | 17    | 1     | 0.06            |
| Total carrera                   | Total carrera | Total carrera | 291   | 9     | 18               | 1                | 21                      | 0                       | 330   | 10    | 0.03            |
| 1. 2. 3.                        |               |               |       |       |                  |                  |                         |                         |       |       |                 |

## Palmarés

### Torneos cortos
| Título          | Club         | País | Año  |
| --------------- | ------------ | ---- | ---- |
| Torneo Apertura | Alianza Lima | Perú | 2023 |

### Distinciones individuales
| Distinción                                        | Año  |
| ------------------------------------------------- | ---- |
| Parte del Equipo Ideal de El Gráfico Chile - ANFP | 2020 |